# Saksin
Saksin (auch Sakschin oder Saksin-Bolgar) war eine mittelalterliche Stadt an der Mündung der Wolga, die vom 11.–13. Jahrhundert ihre Blütezeit erlebte. Die Stadt befand sich innerhalb der heutigen Grenzen der Oblast Astrachan, in Russland. Zur Zeit der mongolischen Eroberungszüge war die Stadt auch als Sarai Batu bekannt und war lange Zeit Hauptstadt der Goldenen Horde. Neben der Erwähnung von arabischen und persischen Geographen wie al-Gharnati oder Qazwini, wird die Stadt in dem Bericht des Mönchs Benedictus Polonus über die Reise (1246) von Giovanni da Pian del Carpine durch das Lager des mongolischen Prinzen Batu Khan an den Ufern der Wolga auch mitunter als „das Land der Saksin“ bezeichnet.
Offenbar hat Benedictus Polonus den Namen missverstanden und verband die Stadt mit den Sachsen gegen Ende des frühen Mittelalters. Fälschlicherweise schrieb er, dass die Bewohner christlich und mit den ehemaligen Goten verwandt seien. In Wirklichkeit waren sie vermutlich turksprachige Muslime.
Saksin kann auch auf eine arabisierte Form von Sarighsin hindeuten (türk. für gelbe Stadt).

## Ausgrabungen
Ab dem Jahre 2003 führte Dmitri Wassiljew von der Staatlichen Universität Astrachan eine Reihe von Ausgrabungen in der Nähe des Dorfes Samosdelka im Wolgadelta durch. Die dabei entdeckten Artefakte ordnet er den Kulturen der Chasaren, Oghusen und Bulgaren zu. Diese Funde brachten ihn zum Ergebnis, Teile der verschollenen Stadt Saksin entdeckt zu haben. Diesbezüglich herrscht jedoch immer noch Unklarheit.